# Champagney (Alt Saona)
Champagney és un municipi francès situat al departament de l'Alt Saona i a la regió de Borgonya - Franc Comtat. L'any 2007 tenia 3.601 habitants.

## Demografia

### Població
El 2007 la població de fet de Champagney era de 3.601 persones. Hi havia 1.448 famílies, de les quals 396 eren unipersonals (206 homes vivint sols i 190 dones vivint soles), 441 parelles sense fills, 514 parelles amb fills i 97 famílies monoparentals amb fills.
La població ha evolucionat segons el següent gràfic:
Habitants censats

### Habitatges
El 2007 hi havia 1.714 habitatges, 1.485 eren l'habitatge principal de la família, 100 eren segones residències i 129 estaven desocupats. 1.429 eren cases i 246 eren apartaments. Dels 1.485 habitatges principals, 1.122 estaven ocupats pels seus propietaris, 332 estaven llogats i ocupats pels llogaters i 30 estaven cedits a títol gratuït; 10 tenien una cambra, 82 en tenien dues, 260 en tenien tres, 437 en tenien quatre i 696 en tenien cinc o més. 1.282 habitatges disposaven pel capbaix d'una plaça de pàrquing. A 700 habitatges hi havia un automòbil i a 620 n'hi havia dos o més.

### Piràmide de població
La piràmide de població per edats i sexe el 2009 era:
| Homes | Edats   | Dones |
| ----- | ------- | ----- |
| 0     | 95 o +  | 0     |
| 4     | 90 a 94 | 24    |
| 8     | 85 a 89 | 20    |
| 12    | 80 a 84 | 24    |
| 44    | 75 a 79 | 48    |
| 72    | 70 a 74 | 60    |
| 88    | 65 a 69 | 124   |
| 108   | 60 a 64 | 108   |
| 100   | 55 a 59 | 88    |
| 108   | 50 a 54 | 108   |
| 100   | 45 a 49 | 104   |
| 140   | 40 a 44 | 124   |
| 140   | 35 a 39 | 124   |
| 156   | 30 a 34 | 124   |
| 80    | 25 a 29 | 120   |
| 76    | 20 a 24 | 64    |
| 100   | 15 a 19 | 76    |
| 120   | 10 a 14 | 116   |
| 112   | 5 a 9   | 128   |
| 100   | 0 a 4   | 96    |

## Economia
El 2007 la població en edat de treballar era de 2.260 persones, 1.573 eren actives i 687 eren inactives. De les 1.573 persones actives 1.406 estaven ocupades (768 homes i 638 dones) i 168 estaven aturades (71 homes i 97 dones). De les 687 persones inactives 286 estaven jubilades, 177 estaven estudiant i 224 estaven classificades com a «altres inactius».

### Ingressos
El 2009 a Champagney hi havia 1.548 unitats fiscals que integraven 3.818 persones, la mediana anual d'ingressos fiscals per persona era de 17.054 €.

### Activitats econòmiques
Dels 110 establiments que hi havia el 2007, 1 era d'una empresa extractiva, 2 d'empreses alimentàries, 9 d'empreses de fabricació d'altres productes industrials, 26 d'empreses de construcció, 15 d'empreses de comerç i reparació d'automòbils, 8 d'empreses de transport, 11 d'empreses d'hostatgeria i restauració, 2 d'empreses d'informació i comunicació, 1 d'una empresa financera, 6 d'empreses immobiliàries, 7 d'empreses de serveis, 10 d'entitats de l'administració pública i 12 d'empreses classificades com a «altres activitats de serveis».
Dels 45 establiments de servei als particulars que hi havia el 2009, 1 era una oficina d'administració d'Hisenda pública, 1 gendarmeria, 1 oficina de correu, 1 una oficina bancària, 3 tallers de reparació d'automòbils i de material agrícola, 1 paleta, 4 guixaires pintors, 5 fusteries, 7 lampisteries, 4 electricistes, 1 empresa de construcció, 6 perruqueries, 7 restaurants, 2 agències immobiliàries i 1 tintoreria.
Dels 9 establiments comercials que hi havia el 2009, 1 era un hipermercat, 1 un supermercat, 1 una gran superfície de material de bricolatge, 2 fleques, 1 una fleca, 1 una peixateria, 1 una botiga de material de revestiment de parets i terra i 1 una joieria.
L'any 2000 a Champagney hi havia 9 explotacions agrícoles.

## Equipaments sanitaris i escolars
L'únic equipament sanitari que hi havia el 2009 era una farmàcia.
El 2009 hi havia 1 escola maternal i 2 escoles elementals. Champagney disposava d'un col·legi d'educació secundària amb 453 alumnes.

## Poblacions més properes
El següent diagrama mostra les poblacions més properes.